# Anna An Jiao
Św. Anna An Jiao (chiń. 婦安焦安納) (ur. 1874 r. w Anping, Hebei w Chinach – zm. 11 lipca 1900 r. w Liugongying, Hebei) – święta Kościoła katolickiego, męczennica.
Podczas powstania bokserów w Chinach doszło do prześladowania chrześcijan. Anna An Jiao została aresztowana przez powstańców 11 lipca 1900 r. razem z rodziną (Anną An Xin, Marią An Guo i Marią An Linghua). Próbowano zmusić je do wyrzeczenia się wiary. Ponieważ odmówiły, zostały wyprowadzone za wieś i zamordowane.
Dzień jej wspomnienia to 9 lipca (w grupie 120 męczenników chińskich).
Została beatyfikowana 17 kwietnia 1955 r. przez papieża Piusa XII w grupie Leona Mangin i 55 Towarzyszy. Kanonizowana w grupie 120 męczenników chińskich 1 października 2000 r. przez Jana Pawła II.